# Amathuxidia coerulilata
Amathuxidia coerulilata är en fjärilsart som beskrevs av Van Eecke 1914. Amathuxidia coerulilata ingår i släktet Amathuxidia och familjen praktfjärilar. Inga underarter finns listade i Catalogue of Life.